# Drenica

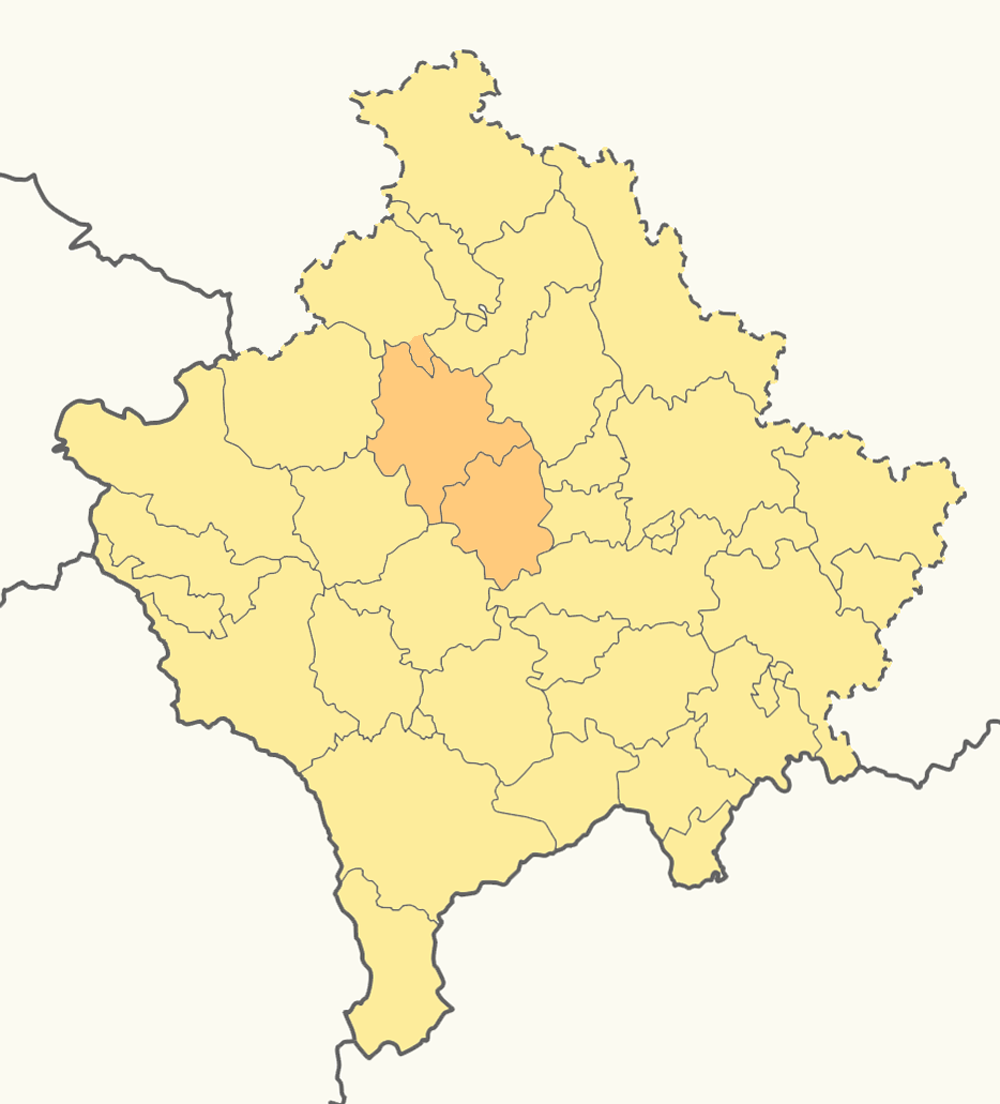
Comarca de Drenica, marcada en un mapa de Kosovo.

Drenica (Albanés: Drenicë, Drenica, Serbio: Дреница), también llamado Valle de Drenica, es una comarca de Kosovo al oeste de Pristina.

## Región
Está compuesta por más de 100 municipios.
Se desconoce el número exacto de habitantes de la comarca, de mayoría de la población es albanesa a pesar de que el censo yugoslavo de 1991 no lo reflejara así, pues fue manipulado. El censo serbio de 2002 no tomó datos en Kosovo. El cálculo aproximado es de 100.000 personas.
La población más importante es Srbica.